# Lars Grael
Lars Schmidt Grael (ur. 9 lutego 1964 w São Paulo) – brazylijski żeglarz sportowy oraz polityk. Medalista olimpijski.
Pochodzi z rodziny o duńskich korzeniach. Jest bratem Torbena, wielokrotnego medalisty olimpijskiego. Największe sukcesy odnosił w klasie Tornado. Zdobył dwa brązowe medale olimpijskie (1988, 1996).
W 1998 stracił nogę w wypadku. Prowadzi działalność polityczną.